# コソボ暴動 (2004年)
コソボ暴動（コソボぼうどう）、あるいはコソボ動乱（コソヴォ暴動、コソヴォ動乱）は、2004年3月17日に、当時は形式的にはセルビア領でありながら国際連合コソボ暫定行政ミッション（UNMIK）の統治下にあったコソボ（コソボ・メトヒヤ）において発生した暴動である。コソボのアルバニア人による大規模な破壊行動は、民族浄化の様相を呈しており、1999年のコソボ紛争以降で最大の暴力騒動であった。

## 経過
コソボでの民族間の緊張と領土問題は、同地での長年にわたる問題であった。これを原因として1999年にはコソボ紛争が発生している。紛争が終結してから、コソボ自治州は国際連合のUNMIKによって統治され、その治安は北大西洋条約機構（NATO）主導のKFORによって維持されていた。
15万人から20万人のセルビア人やロマが1999年のコソボ紛争によってコソボから逃れていた。
コソボに留まったセルビア人は、コソボの中にセルビア人の集落を形成して閉じこもり、平和維持軍によって守られていた。紛争後も小規模な民族間の暴力は続いていた。民族間対立の規模は次第に低下していったが、コソボに住む少数派のセルビア人たちは、彼らが「継続的な脅迫と迫害」の対象となっていると訴えた。また、セルビア正教会の教会や聖堂、その他の文化的な施設が繰り返し攻撃され、100を超える施設が破壊されるか損傷を受けた。セルビア人とアルバニア人の衝突は、セルビア人が多く住むコソボ北部でも発生し、こちらではアルバニア人が迫害の対象となり、彼らは家を追われ、イバル川以北からの避難を余儀なくされた。
暴動は2004年3月15日に始まった。この日、18歳のセルビア人、ヨヴィツァ・イヴィッチ（Jovica Ivić）が、コソボ中部のチャグラヴィツァ（Çagllavicë / Čaglavica）の村にて通りすがりざまに自動車から狙撃を受けた。村のセルビア人はデモ行動を起こし、銃撃に抗議して交通を封鎖した。3月16日、セルビア人の基礎自治体ズビン・ポトク（Zubin Potoku / Zubin Potok）内のチャバル（Čabar）村にて、4人のアルバニア人の子供がイバル川へと転落した。うち男児1人が生きて助かった。子供たちは、イヴィッチ銃撃に対する報復として、セルビア人によって川へと追い込まれたのではないかと疑われたが、警察はこの事実を確認していない。
翌3月17日には、数千人のアルバニア人が子供たちの死に抗議し、ミトロヴィツァ / コソヴスカ・ミトロヴィツァのアルバニア人地区とセルビア人地区を隔てるイバル川にかかる橋の南端に集結した。また、アルバニア人の侵入を防ぐために、大勢のセルビア人がこの橋の北端に集まった。NATO主導の平和維持部隊KFORは、催涙ガスやゴム弾、スタン手榴弾を使って橋を封鎖し、アルバニア人とセルビア人の隔離を図った。しかし、両勢力から銃や手榴弾による攻撃が始まり、少なくとも8人が死亡し（6人のアルバニア人と2人のセルビア人）、300人以上が負傷した。11人の平和維持部隊の兵士も負傷し、うち2人は重傷を負った。
暴力は3月18日も続き、最初の銃撃事件が起こったチャグラヴィツァやミトロヴィツァ、リピャン / リプリャン（Lipjan / Lipljan）、カストリオティ / オビリチ（Kastrioti / Obilić）、プリシュティナを含むコソボ全土で大規模な抗議行動が起こった。この日の終わりまでに死者数は28人、負傷者数は600人に至った。この中には、61人の平和維持部隊の兵士、55人の警察官が含まれている。国際連合の報道官イサベラ・カルロヴィッツ（Isabella Karlowitz）は、110の家屋と16の聖堂が破壊されたと述べた。カルロヴィッツはまた、セルビア人、ロマ、アッシュカリーなど3600人が暴力によって住居を失ったと話した

## セルビア人に対する攻撃
暴力はコソボの他の地方にも飛び火し、多くのセルビア人の集落や宗教的・文化的アイコンがアルバニア人の群集によって破壊された。破壊された中には、票目上はKFORの保護下となっていた場所も含まれる。暴動の間、8人のセルビア人が殺害された。
攻撃を受けた場所の一例
- ベロ・ポリェ（Belo Polje）: 帰還したセルビア人が攻撃を受けた
- チャグラヴィツァ: 11人のセルビア人の家屋が放火され、5人のセルビア人が殺害された。17人のスウェーデン軍兵士が負傷した。
- フシェ・コソヴァ / コソヴォ・ポリェ（Fushë Kosova / Kosovo Polje）: セルビア人の家屋と病院が放火された。;
- リピャン / リプリャン: KFORとアルバニア人の間で銃撃戦が起こった。4人のセルビア人が殺害され、残ったセルビア人は正教会の聖堂に避難したが、その聖堂も攻撃された
- ペヤ / ペーチ: 暴動の中で国連職員が攻撃を受けた。1人のアルバニア人が国連警察によって死亡した。
- プリシュティナ: 残されたセルビア人は全て避難するか追放された。
- ジラン / グニラネ（Gjilan / Gnjilane）: 残されたセルビア人は全て避難するか追放された。
- ツェルニツァ（Cernicë / Cernica、ジラン / グニラネに近いセルビア人の集落）: 3人のセルビア人が殺害された。
- フラシェル / スヴィニャレ（Frashër / Svinjare、ミトロヴィツァ / コソヴスカ・ミトロヴィツァ近くのセルビア人の集落）: 4人のセルビア人が殺害された。
- カストリオティ / オビリチ: セルビア人の家屋が放火され、全てのセルビア人が追放された
- ヴィティア / ヴィティナ（Vitia / Vitina）: KFORのアメリカ軍部隊に守られたセルビア正教会の聖堂が攻撃され、司祭が負傷した。アルバニア人の群集はアメリカ兵に投石し、多くのセルビア人の家屋に放火した。
- ドライコヴツ / ドライコヴツェ（Drajkovc / Drajkovce、シュテルプツァ / シュトルプツェ Shtërpca / Štrpce近くの村）: 2人のセルビア人が殺害された。
- グラブツ / グラバツ（Grabc / Grabac、セルビア人の村）: ほとんどのセルビア人がイタリア兵によってオソヤン / オソヤネ（Osojan / Osojane）に避難させられ、村の一部は攻撃を受けた。

3月18日、セルビア正教会は、コソボにある多くの教会や聖堂が群集によって損傷され、または破壊されたと述べた。その中には以下のものが含まれる。
- プリズレン:
  - リェヴィシャの生神女教会 大聖堂、12世紀に建造された。3月17日に焼失。
  - 聖なる救い聖堂（Sveti Spas）、14世紀建造。
  - 聖神品致命者ゲオルギ大聖堂（Sv. velikomučenika Đorđa）:1998年建造、14世紀の生神女のイコンや18世紀のイコノスタシスを有する
  - 聖大天使修道院: 14世紀建造。
  - ルノヴィッチ・聖ゲオルギ聖堂: 15世紀建造、16世紀のイコノスタシスを有する。
  - ラシュカ＝プリズレン大司教座
  - 聖キリル・メトディ神学校: 1880年建造。略奪を受ける。
- ペヤ / ペーチ:
  - 前駆受洗聖イオアン聖堂（Svetog Jovana Preteče i Krstitelja）: 3月17日にペチカ・バニャ（Pećka Banja）村にて放火される
  - ベロ・ポリェ（Belo Polje）村に19世紀に建てられた聖ニコライ聖堂
- ジャコヴァ / ジャコヴィツァ（Gjakova / Đakovica）:
  - 主の昇天聖堂（Uspenja Gospodnjeg）、19世紀建造。神品の居住施設とともに3月17日に放火された。
  - 1999年に破壊された至聖三者聖堂の遺構がさらに破壊された
- フェリザイ / ウロシェヴァツ（Ferizaji / Uroševac）: 皇帝聖ウロシュ聖堂
- フシェ・コソヴァ / コソヴォ・ポリェ:
  - ミラの聖ニコラオス聖堂、19世紀建造。
  - ブレシェ（Bresje）村の聖エカテリナ聖堂、19世紀建造。
- ジラニ / グニラネ: 聖ニコライ聖堂、1861年建造。
- プリシュティナ: 聖ニコライ聖堂、19世紀建造。損壊され、略奪された。
- ヴシュトリ / ヴチトルン（Vushtrri / Vučitrn）: 聖エリヤ聖堂、焼失。
- ミトロヴィツァ / コソヴスカ・ミトロヴィツァ（南側）: 聖サヴァ聖堂、3月18日の朝に放火され、隣接する墓地が荒らされた
- スケンデライ / スルビツァ: デヴィチュ修道院（Devič）、修道女らはデンマーク軍によって避難させられた。修道院は略奪され、放火された。
- シュティメ / シュティムリェ（Shtime / Štimlje）: 聖天使首ミハイル聖堂、3月19日に放火された。
- ラホヴェツィ / ホラホヴァツ（Rahoveci / Orahovac）: ベラ聖堂とブルニャク村の聖堂が焼失。
- ヴィティア / ヴィティナ（Vitia / Vitina）: 2つの聖堂が破壊された
- カストリオティ / オビリチ（Kastrioti / Obilić）: 聖堂が放火された

## 国連関係者への攻撃
3月の暴動では、国連関係者への攻撃も行われた。セルビアのメディアによると、1人の外国人が地元スタッフとともに殺害された。また、アルバニアのメディアによると複数の外国人が地元警察とともに怪我を負ったとしている。双方のメディアとも、相手方には狙撃手がおり、群集の中に手榴弾を間近から投げ込んでいるとしている。

## セルビアの反応
コソボでの暴動は、セルビアの街角では即座に強い怒りをもたらした。3月17日、ベオグラードやノヴィ・サド、ニシュなどで群集が集まり、コソボのセルビア人に対する仕打ちに抗議するデモが行われた。セルビア正教会のアムフィロヒイェ・ラドヴィッチ府主教（en:Amfilohije Radović）は冷静な対応を呼びかけたものの、17世紀に建造された歴史的なモスクであるバイラクリ・モスク（Bajrakli）が攻撃を受け、放火された。ニシュのイスラム・アガ・モスクも攻撃を受けて放火され、デモ参加者らは「アルバニア人を殺せ！」と叫んでいた。警察がモスクに到着した頃には既にモスクは燃えていたが、複数のメディアが警官は群集を排除しなかったために消火が妨げられたと報じた。両モスクは共に激しく損傷を受けたが、警察と消防の努力によって全壊は免れた。セルビア全土でゴーラ人、トルコ人やアルバニア人などのイスラム教徒住民の資産が攻撃を受けた。ヒューマン・ライツ・ウォッチは、セルビア政府はノヴィ・サドで行われた暴力への対処に失敗したとした。
セルビア政府は公式にコソボでの暴力を非難した。首相のヴォイスラヴ・コシュトニツァはアルバニア人の分離主義者を非難する談話を発表し、「コソボ及びメトヒヤでの出来事は、アルバニア人分離主義の本当の姿を示した。その暴力的、テロリスト的な本性を…。政府はコソボでのテロを食い止めるためにあらゆる可能な手段を尽くす」と述べた。コシュトニツァはNATOと国際連合が暴力を食い止めるのに失敗したことを強く非難し、コソボに非常事態を宣言した。
セルビア・モンテネグロの少数者権利大臣でムスリムのラシム・リャイッチ（Rasim Ljajić）は、「コソボで起こっている出来事は2つのことを証明した。それは国際ミッションの失敗と、国際社会の完全な敗北だ。」と述べた。
セルビア政府のコソボに関する交渉の最高責任者であるネボイシャ・チョヴィッチ（Nebojsa Čović）は、沈静化のために3月18日にミトロヴィツァ / コソヴスカ・ミトロヴィツァに入った。セルビア治安部隊はセルビア本土とコソボとの州境の警備に当たり、群集や民兵の越境による更なる混乱の拡大の阻止に努めた。
「コソボ・メトヒヤ・セルビア人連合」を代表とするコソボのセルビア人たちは、彼らの身に降りかかった災難について、セルビアとロシアの総主教、およびセルビア政府とロシア大統領ウラジーミル・プーチンに宛てた手紙の中で「ジェノサイド」と表現した。またこの中で、「第二次世界大戦におけるナチス・ドイツ占領下で7つの村が焼き払われたのに比し、今日はキリスト教徒のヨーロッパとアメリカの占領下で数百の村々が焼かれている」とし、よって「今日のコソボ占領は、ファシズムの時代に我々が被った全てを上回っている。」と表現した。孤立したセルビア人集落は移動の自由もなく、電気も暖房もないとして、「強制収容所」にたとえられた。手紙によると、1999年以降に8500件の非セルビア人の殺害や失踪があるが、たった一人の加担者も裁判を受けていない、としている。手紙の中で、セルビア政府によるコソボ分離の是認は「神によっても、人民によっても許されざる、国家による裏切り」であるとした。

## 国際社会の反応
国際社会は唐突に起こった大規模な暴力に驚いていた。コソボは1999年以降、情勢は沈静化していたが、民族間の緊張と小規模な民族間衝突はあった。しかし、そのことは西側諸国では1999年以降知られていなかった。
KFOR部隊はコソボとセルビア・モンテネグロ本土との州境を閉鎖し、国連は州への航空機の出入りを禁じた。NATOは3月18日、1000人の増派を発表し、750人はイギリスから派遣されるとした。
国際連合と欧州連合は共に冷静を呼びかけ、地域の指導者らに支持者を静めるよう求めた。国際連合事務総長のコフィー・アナンは両派に対して平和維持部隊への協力を求めたが、同時にコソボのアルバニア人に関して「コソボの全ての人々、とりわけ少数者の権利を守り、尊重する」義務があることを指摘した。
オーストリアに置かれた欧州安全保障協力機構（OSCE）の本部は、この事件についてコソボに留まるセルビア人を追い出すために組織化されたものであるとし、匿名のUNMIKの当局者は事件を「コソボの水晶の夜」と呼んだ。NATOの南部司令官である司令長官グレゴリー・G・ジョンソン（Gregory G. Johnson）は3月19日、事件についてアルバニア人によるセルビア人に対する民族浄化の寸前まで至ったとした。3月20日、国連のUNMIK長官ハーリ・ホルケリ（Harri Holkeri）はジャーナリストに対し、「おそらく初期の頃は自然発生的であったろうが、発生後は一定の過激派集団が状況を組織化する機会を得ており、我々がこの事件の加担者を法廷へと引き出すために緊急の努力をしているのはそのためである。」とした
アムネスティ・インターナショナル（Amnesty International）によると、少なくとも19人が死亡（アルバニア人11人、セルビア人9人）し、1000人以上が負傷、セルビア人を主とする少数民族が所有する730程度の家屋、36のセルビア正教会の聖堂、修道院、その他宗教的施設、文化的場所が損傷・破壊されたとしている。48時間以内の間に、4100人の少数民族の成員が新たに故郷を離れ（これは、2003年にコソボに帰郷した追放者の数3664人をも上回る数である）、うち82%がセルビア人、その他18%がロマやアッシュカリー、さらに350人がミトロヴィツァ / コソヴスカ・ミトロヴィツァ北部やアルバニク / レポサヴィッチなどのコソボ内のセルビア人地域から逃れた。
ロシア及びセルビア・モンテネグロは国際連合安全保障理事会を招集し、その中で暴力を非難した。3月19日、ロシアの議会（ドゥーマ）はセルビア・モンテネグロの軍の南部の州への復帰を求める決議を可決（397対0）した。
ホルケリによると、アルバニア政府は「アルバニア人による暴力に強く反対する」とし、暴力の沈静化を目指すとした。

## コソボのアルバニア人政治家の反応
コソボ大統領のイブラヒム・ルゴヴァや首相のバイラム・レジェピ（Bajram Rexhepi）などのコソボのアルバニア人政治家たちは国連のUNMIK長官ホルケリ、NATO南部司令官グレゴリー・ジョンソンやその他のKFORの当局者とう合流し、暴力を非難しコソボの平和を訴えた。
コソボ解放軍の元指導者であるハシム・サチは、「コソボの民族的分断を拒否し、独立こそが地域安定の前提条件だ。」とした。サチは、「コソボ、NATO、西側諸国はアルバニア人のみのコソボのため、あるいは暴力が支配するコソボのために戦ったのではない。暴力は問題の解決にはならず、暴力は問題を生み出すのみである。」とした。
コソボ警察はこの暴動に関する事件を扱う特別調査チームを組織した。コソボ法務協議会の2006年の末の発表によると、暴動に関連した犯罪について、326件が市及び郡の検察官によって告訴され、200件が起訴され、134件が有罪となった。8件が無罪となり、28件が免訴され、30件が裁判中である。特に注意を要する裁判には、国際的な検察官および裁判官があたっている。